# Chemin de Traverse (Harry Potter)
Pour les articles homonymes, voir Chemin de traverse.
Pour un article plus général, voir Lieux de Harry Potter.

Le chemin de Traverse (Diagon Alley en version originale) est une rue commerçante fictive située à Londres et imaginée par J. K. Rowling pour l'univers de la suite romanesque Harry Potter. 
Elle se compose de diverses boutiques à caractère magique. C'est dans cette rue que le personnage de Harry Potter achète notamment sa baguette magique et ses fournitures scolaires avant de faire sa première rentrée à l'école de sorcellerie de Poudlard.
Le chemin de Traverse ne doit pas être confondu avec Pré-au-Lard, village voisin de Poudlard et comportant également de nombreuses enseignes citées dans l'œuvre.

## Histoire

### Intérieure à l'œuvre
Le chemin de Traverse est une artère fictive de Londres et l'une des principales rues commerçantes du pays pour tous les sorciers, en donnant accès au monde magique. Harry Potter s'y rend pour la première fois en passant par la cour intérieure du pub du Chaudron Baveur. Il y retourne dans Harry Potter et la Chambre des secrets, accompagné de la famille Weasley, et y fait la connaissance de l'auteur à succès Gilderoy Lockart lors de sa séance de dédicaces dans la célèbre librairie Fleury et Bott. Le même jour, Harry atterrit par mégarde dans l'allée des embrumes, à la réputation peu flatteuse.
Le chemin de Traverse est presque entièrement détruit après le passage de mangemorts au début de Harry Potter et le Prince de Sang-Mêlé et beaucoup de ses magasins se retrouvent désaffectés.

### Extérieure à l'œuvre
Le chemin de Traverse apparaît dès l'écriture du premier roman, Harry Potter à l'école des sorciers, alors que le personnage de Hagrid accompagne Harry Potter pour faire ses achats de rentrée scolaire.
Les façades des boutiques présentes sur le chemin de Traverse sont apparentées au style Dickensienà l'époque victorienne. L'auteur confie avoir été influencée par l'ambiance de Charing Cross Road à Londres pour concevoir l'artère magique et en particulier son entrée par le pub du Chaudron baveur :

« Charing Cross Road est célèbre pour ses nombreuses librairies, modernes et anciennes. Je voulais que cet endroit soit celui vers lequel les personnes savantes se rendent pour entrer dans ce monde différent. »

— J. K. Rowling.

## Étymologie
Le nom original anglais du chemin de Traverse, Diagon Alley, est presque l'homophone de diagonally (mot utilisé dans la version originale du second film quand Harry prononce mal le nom, signifiant « diagonalement ». Dans la version française du film, Harry prononce chemin de travers au lieu de chemin de Traverse, tandis que dans le roman, le mot est simplement balbutié par Harry, que ce soit en version originale ou en version française).
Le mot anglais « Diagon » n'a pas de signification précise, tandis que « Chemin de Traverse » désigne couramment un chemin coupant à travers la campagne, et n’étant pas spécialement connu de tous (ce qui est probablement aussi l’idée pour Harry Potter).

## Description
L'accès au chemin de Traverse le plus connu se situe donc juste à côté de Charing Cross Road, derrière le pub du Chaudron Baveur. Ce bar, invisible aux yeux des Moldus, se trouve entre une librairie et un disquaire. La personne doit alors traverser le pub jusqu'à sa cour arrière et tapoter avec sa baguette magique une brique précise sur l'un de ses murs,. Il est également possible d'y accéder via l'allée des Embrumes. Cependant, l'endroit étant habituellement bondé, le voyage depuis ou vers le chemin de Traverse se fait généralement par transplanage ou en utilisant de la poudre de cheminette, deux manières magiques de voyager.
Le chemin de Traverse est un pilier économique dont la plupart des moldus ignore l'existence. Les parents moldus ayant des enfants dits "nés-moldus" inscrits à Poudlard (c'est le cas de Mr et Mrs Granger) peuvent les y accompagner. 
Lorsqu'un sorcier ou une sorcière a besoin de quelque chose (livres, ustensiles, ingrédients, accessoires magiques, etc.), il est très probable qu'il ou elle se rende sur le chemin de Traverse. Sur le chemin de traverse, il y a notamment la banque Gringotts (gérée par des gobelins), un glacier, des animaleries, des librairies, la boutique de baguettes magiques Ollivander, des boutiques de vêtements pour sorciers, un magasin d'accessoires de Quidditch ou encore des apothicaires.

### L’apothicaire

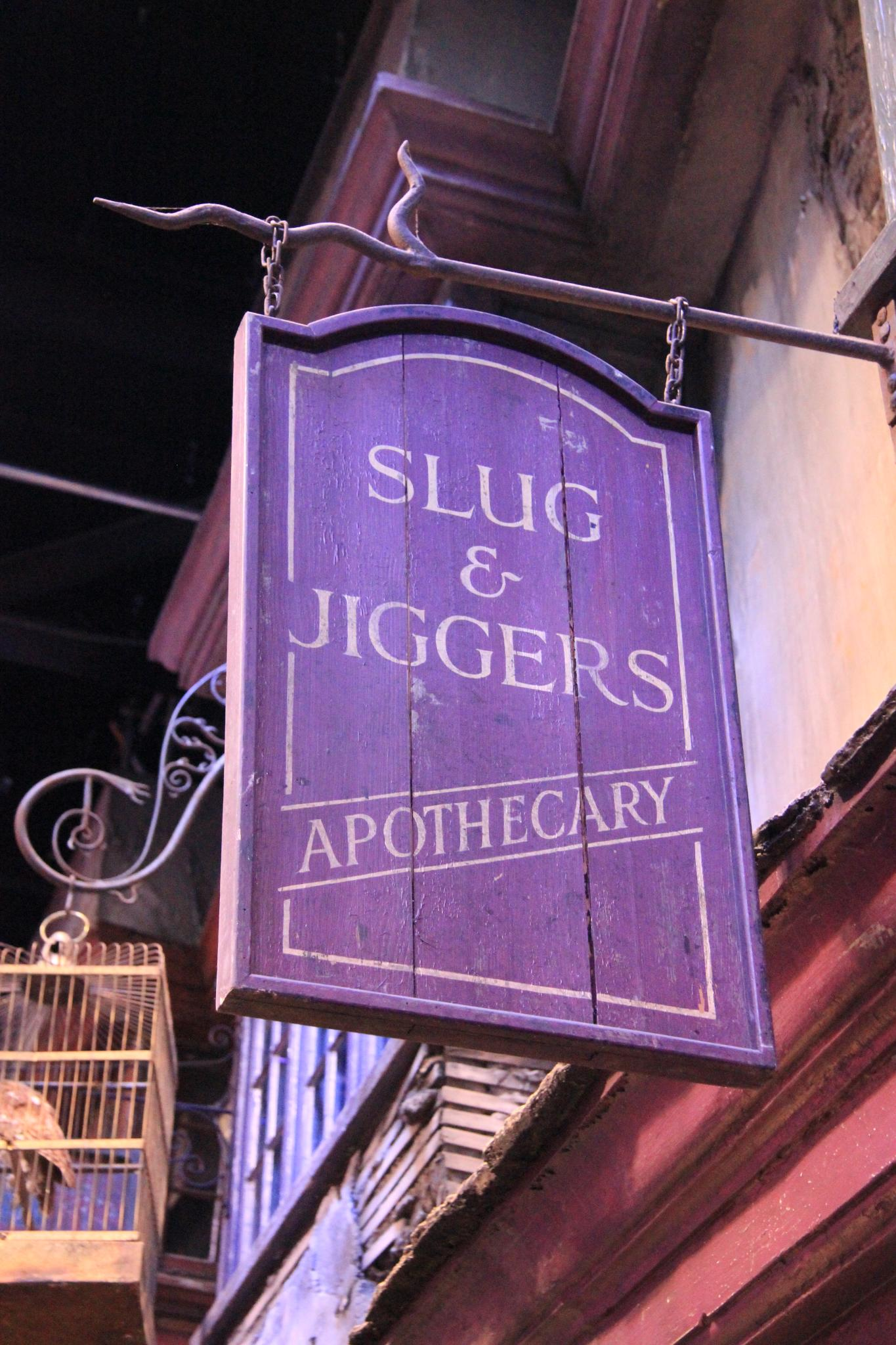
Enseigne de l'apothicaire (studios Harry Potter).

La boutique de l'apothicaire (Slug and Jiggers Apothecary) est un magasin où les sorcières et les sorciers peuvent s’approvisionner en herbes séchées et ingrédients utiles à la fabrication des potions, tels que des yeux de scarabées, des bézoards, des crochets de serpent ou des cornes de licornes. 

« Des tonneaux contenant des substances gluantes s'alignaient sur le sol. Disposés sur des étagères, on voyait des bocaux remplis d'herbes, de racines séchées et de poudres brillantes. Des plumes d'oiseaux, des crochets de serpents, des serres de rapaces pendaient du plafond. »

— Harry Potter à l'école des sorciers
Harry s'y rend pour la première fois avec Hagrid le 31 juillet 1991 (premier roman) et y aperçoit des cornes de licorne coûtant 21 gallions l'unité et des yeux de scarabées noirs vendus 5 noises la poignée. Il y règne une odeur nauséabonde.

### LeChaudron Baveur

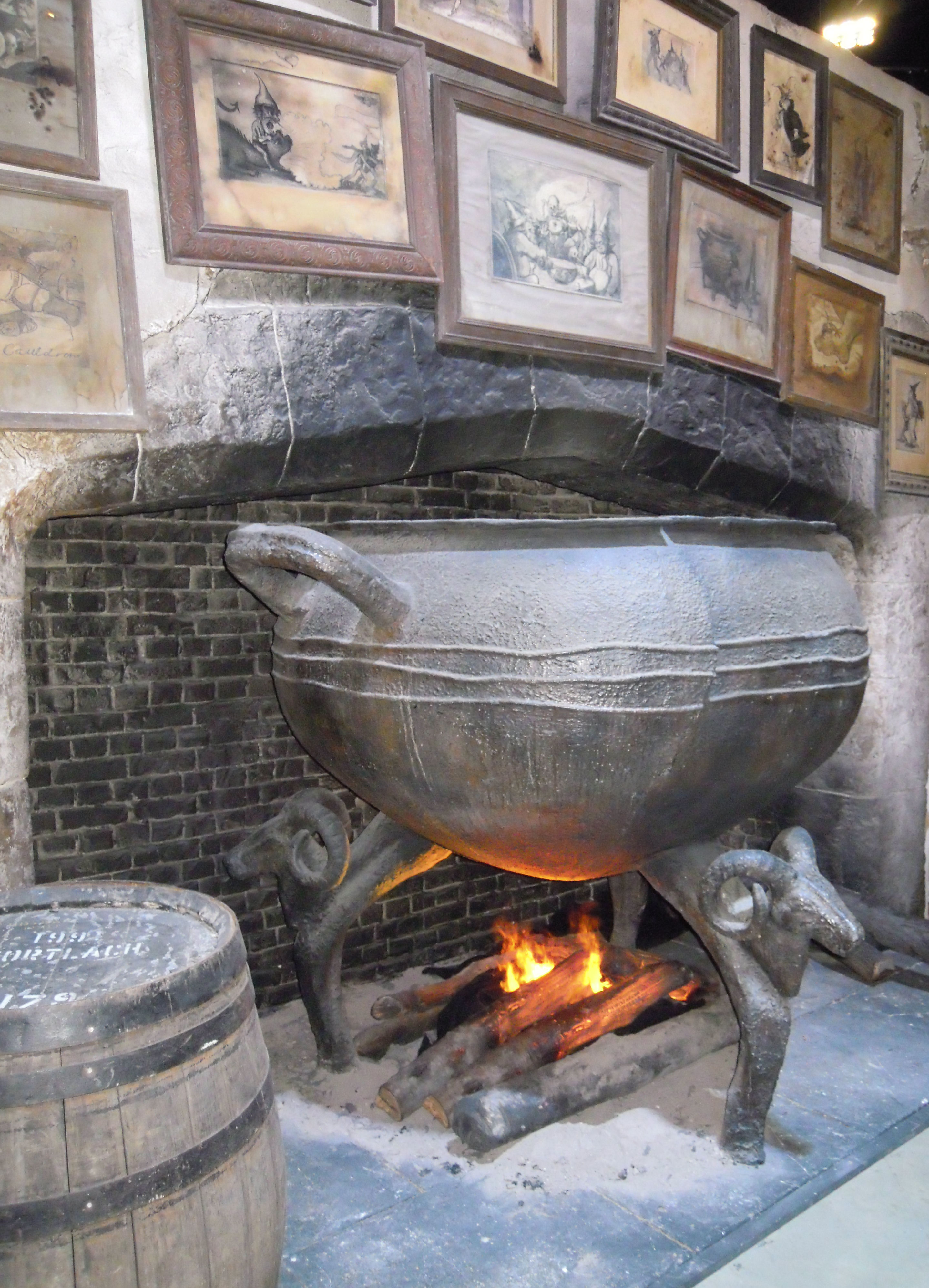
Interieur du Chaudron Baveur aux studios Harry Potter.

Le Chaudron Baveur (The Leaky Cauldron en anglais), situé au numéro 1 de la ruelle, a l'aspect d'un pub minuscule et miteux. Il est coincé entre une grande librairie et une boutique de disques à Londres. 
Les sorciers disent qu'il s'agit du pub le plus ancien de Londres. Lorsqu'il a été construit au début des années 1500 par Daisy Dodderidge (sa première gérante), le pub était ouvert autant aux sorciers qu'aux moldus, même si ces derniers ne restaient en général pas très longtemps, effrayés par ce qu'ils y voyaient. Le pub est, depuis 1689 et le Code international du secret magique, rendu invisible aux moldus,. Le ministre de la magie de l'époque a confié la responsabilité au gérant du pub de donner l’accès au chemin de Traverse par sa cour intérieure.
À l'étage principal, l'auberge dispose d'un bar, de plusieurs salons privés et d'une grande salle à manger. Aux étages supérieurs se trouvent un certain nombre de chambres disponibles à la location. Harry, dans Harry Potter et le Prisonnier d'Azkaban, est ainsi resté dans la chambre 11, qui est équipée d'un miroir parlant, et dont les fenêtres lui permettent de regarder sur Charing Cross Road. Les gens restent souvent au Chaudron Baveur quand ils viennent à Londres pour faire du shopping.
Le pub permet d’accéder au Chemin de Traverse du monde Moldu pour les nés de moldus et leurs parents (qui, jusqu'à la première lettre de Poudlard, n'ont aucune connaissance magique ou moyen d'entrer). L'arrière du Chaudron Baveur s'ouvre sur une petite cour fraîche, dans laquelle une brique particulière doit être tapée trois fois pour ouvrir un passage vers le Chemin de Traverse.
Son tenancier et propriétaire, durant l'histoire de Harry Potter, s'appelle Tom. À la suite du retour officiel de lord Voldemort, le bar est complètement déserté. Après la guerre, il prend probablement sa retraite et Hannah Abbott devient la nouvelle tenancière.

### Fleury et Bott

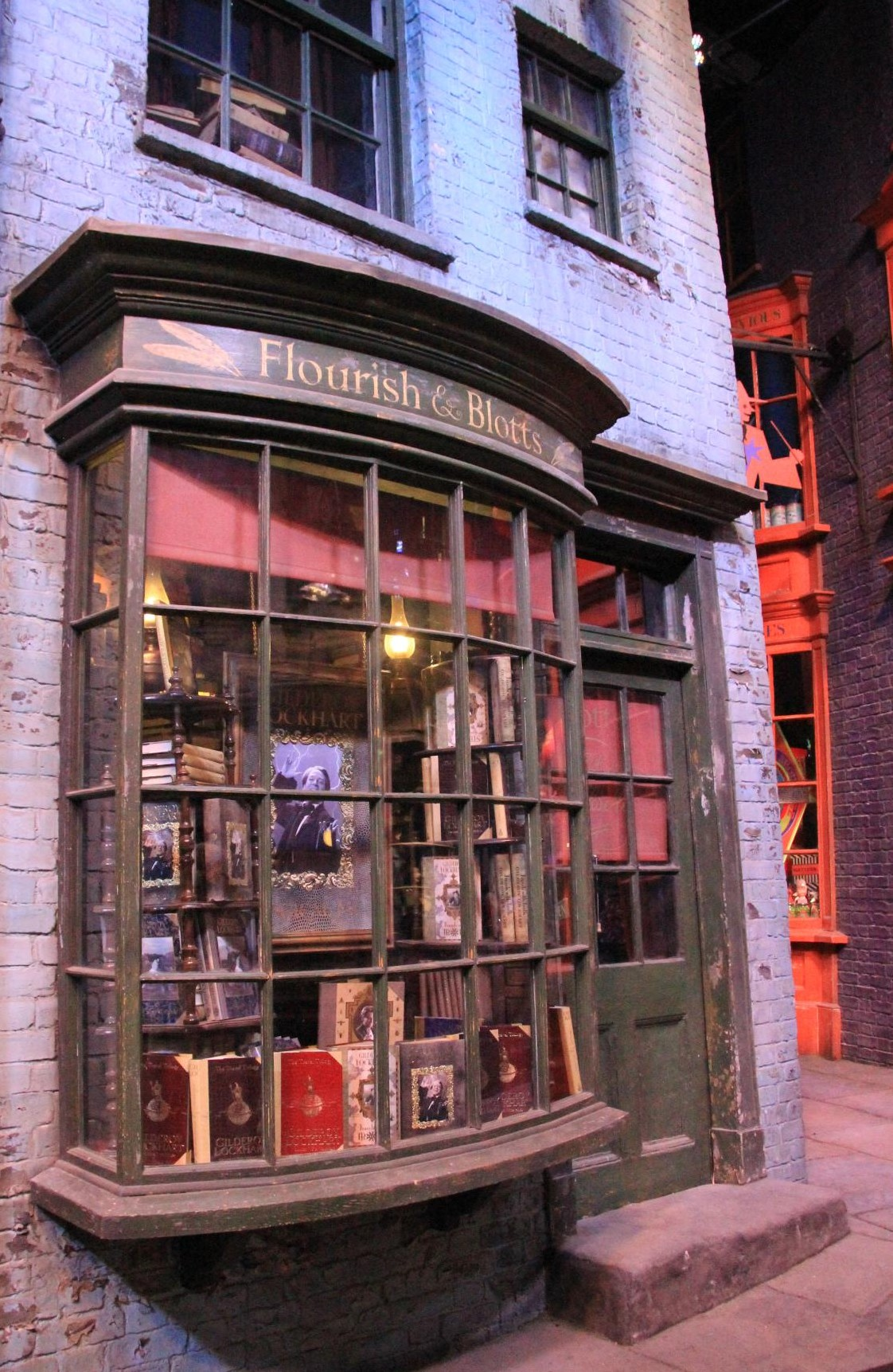
Les best-sellers de Gilderoy Lockhart en vitrine de chez Fleury et Bott, studios Harry Potter.

Fleury et Bott (Flourish & Blotts) est une grande librairie située à mi-parcours du chemin de Traverse. C’est ici que la majorité des élèves achètent leurs manuels scolaires. Cette librairie vend également des romans, autobiographies, guides pratiques, livres d'Histoire, etc. en volumes reliés. Les livres sont rangés dans différentes sections (divination, métamorphose, herbologie...) et le gérant utilise un escabeau pour accéder aux livres rangés sur les plus hautes étagères. Dans la vitrine de Fleury et Bott, sont exposés des sujets sérieux, quelquefois curieux voire farfelus, comme le Livre invisible de l'invisibilité ou le Monstrueux Livre des Monstres.
La librairie organise quelquefois des animations, comme des séances de dédicaces. C'est lors de l'une d'entre-elles que Harry fait la rencontre de son futur professeur de défense contre les Forces du Mal de deuxième année et célèbre auteur à succès Gilderoy Lockhart. Celui-ci lui offre même la collection complète de ses livres.
Le gérant de Fleury et Bott (il est probable qu'il porte l'un de ces deux noms) est un homme expérimenté qui doit s'adapter aux choix des professeurs de Poudlard en matière de livres, même lorsque ceux-ci se révèlent parfois un peu « exotiques ». Harry le rencontre dans Le Prisonnier d'Azkaban. On apprend que le libraire a perdu beaucoup d'argent à cause de L'invisible livre de l'invisibilité, car une fois ces livres achetés, ils n'ont jamais été retrouvés. Il promet également qu'il ne commandera plus jamais le Monstrueux livre des Monstres, lassé de devoir enfiler des gants épais à chaque fois qu'un client lui en demande un exemplaire. 
Le libraire apparaît honnête et fiable : au lieu d'essayer de vendre à Harry un exemplaire de Présages de morts : que faire lorsque l'on sent venir le pire, il lui déconseille l'achat, précisant que sa seule lecture peut faire mourir de peur et qu'en général, il n'approuve pas les livres de ce genre.

### Gringotts

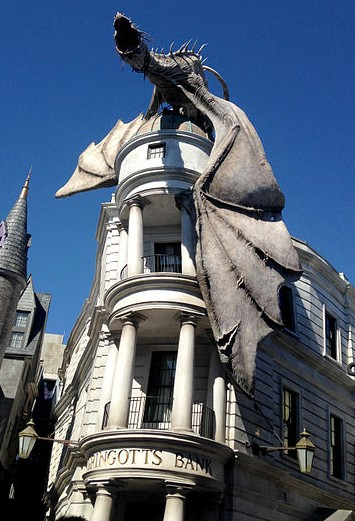
Gringotts (The Wizarding World of Harry Potter, Universal Studios Florida).

Gringotts (Gringotts Wizarding Bank) est la banque des sorciers. Il s’agit d’un grand bâtiment d’une blancheur de neige, avec un portail en bronze étincelant. Bill Weasley, un des frères de Ron, travaille au sein de cette banque, pour sa succursale égyptienne. Elle est dirigée par des Gobelins et est réputée pour être un lieu très sûr. Selon Hagrid, il faudrait être « fou » pour tenter de la cambrioler. À l'intérieur de la banque, sur une porte d'entrée en argent, sont gravées quelques lignes destinées à dissuader les éventuels cambrioleurs.
C'est dans Harry Potter à l'école des sorciers que Harry, en compagnie de Hagrid, découvre pour la première fois cette banque. Harry découvre qu'il y possède une somme d'argent importante, qui lui a été léguée à la mort de ses parents. Plus tard, il découvre que c'est dans le coffre numéro 713 - l'un de ses coffres-forts réputés inviolables - qu'était cachée la pierre philosophale. Dans Harry Potter et les Reliques de la Mort, il y trouve également la coupe d'Helga Poufsouffle (dans la chambre forte des Lestrange, protégée par un dragon) qui se révèle être un Horcruxe.
Le gobelin Gripsec précise que le dernier sous-sol de Gringotts renferme les chambres fortes les plus grandes et les mieux protégées.

### Ménagerie magique

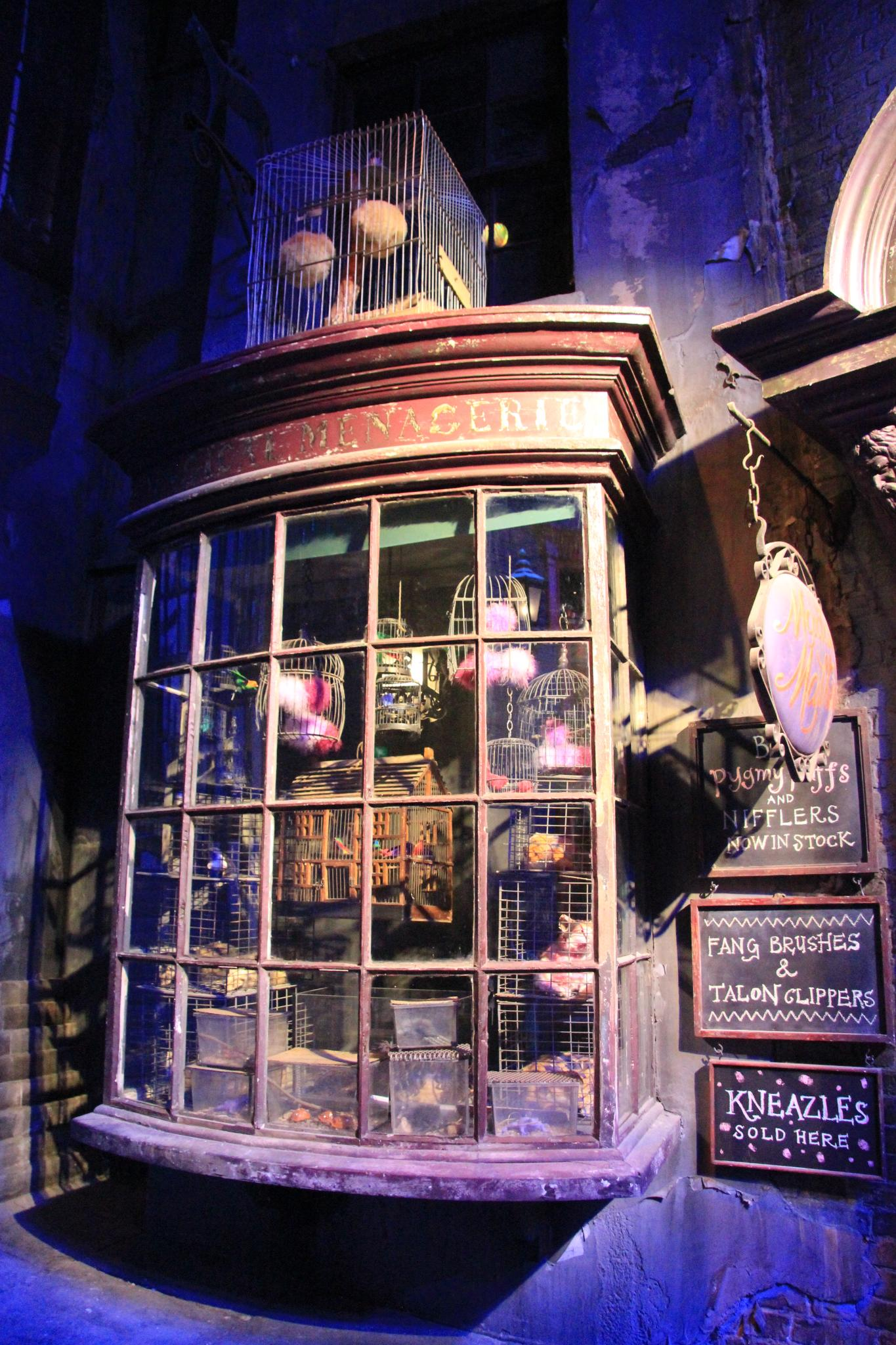
La vitrine de la ménagerie magique aux studios Harry Potter.

La ménagerie magique (Magical Menagerie) est une animalerie généraliste. Les murs du magasin sont recouverts de cages et l'endroit est particulièrement bruyant et odorant. 
Dans Le Prisonnier d'Azkaban, Harry et Ron accompagnent Hermione y acheter un hibou. Ils y découvrent plusieurs créatures très étranges, comme des crapauds violets géants, une tortue à la carapace incrustée de pierres précieuses (qu'ils n'ont pas encore appris à identifier comme étant un crabe de Feu), des escargots venimeux oranges (des Musards), ou encore des lièvres blancs se métamorphosant sans cesse en chapeau haut de forme. Les trois amis y croisent un client avec un triton à double queue, venu quérir des conseils sur les soins à prodiguer à l'animal.
Ron profite de cette visite pour demander à la gérante un diagnostic au sujet de la santé déclinante de son rat Croûtard. Elle lui dit simplement que son rat est épuisé et lui propose un flacon de Ratconfortant, un « tonique pour ratbougris ». C'est également au cours de cette visite que Croûtard est attaqué par Pattenrond, un chat orange. C'est ce même animal qu'Hermione choisira finalement d'acheter à la place d'un hibou, compatissante du fait que personne ne voulait l'adopter.

### Ollivander

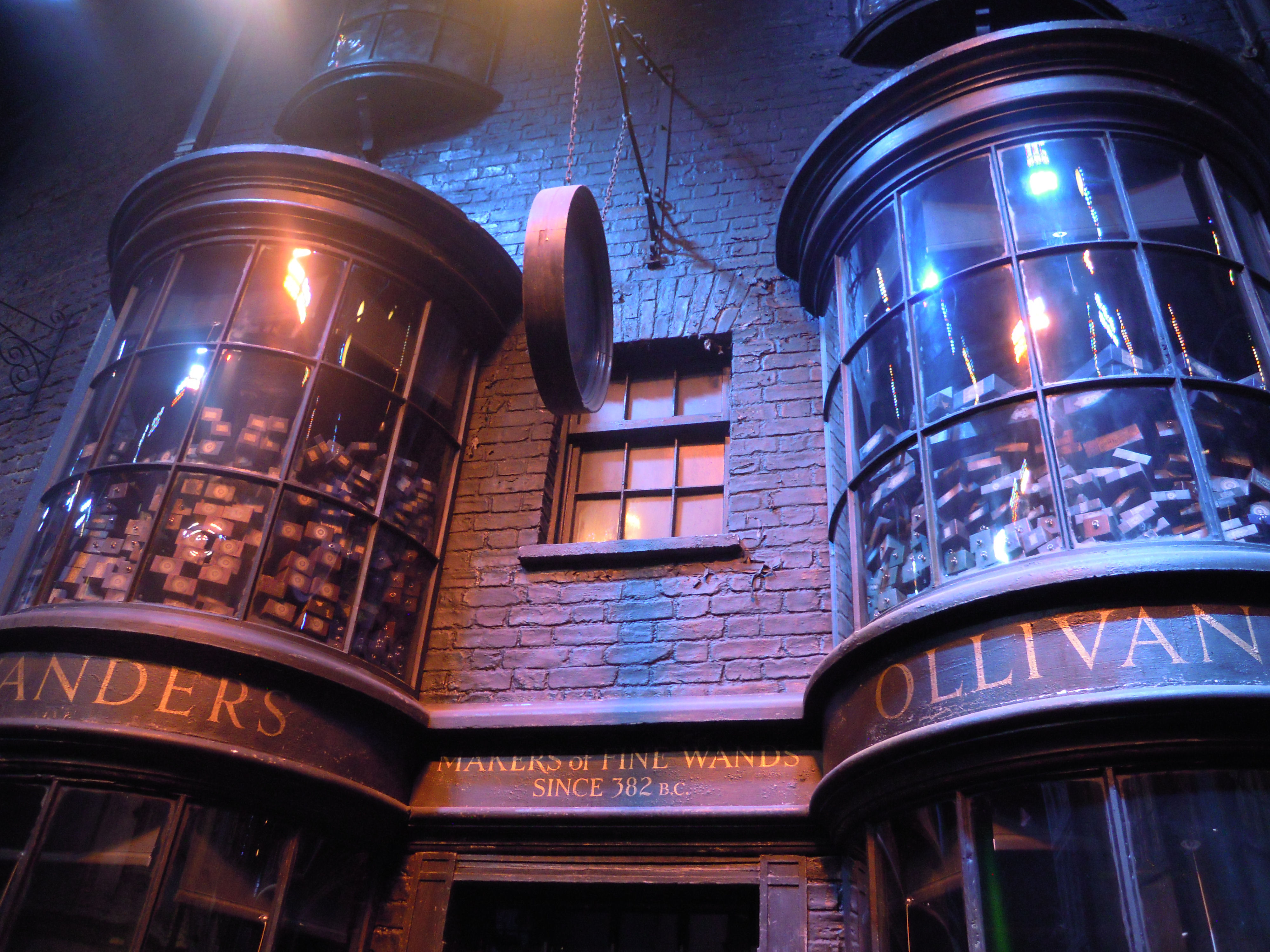
Enseigne dOllivander aux studios Harry Potter.

Ollivander (Ollivanders) est une boutique créée en 382 av. J.-C., spécialisée dans la fabrication et la vente de baguettes magiques et située dans la partie sud du chemin de Traverse. Elle est tenue par les membres d'une même famille depuis plusieurs générations. Durant l'histoire de Harry Potter, la boutique est tenue par Garrick Ollivander.
Au-dessus de la porte est écrit en lettres d'or : Ollivander - Fabricants de baguettes magiques depuis 382 avant J.-C.. Le magasin est décrit comme étant étroit et délabré. De très hautes étagères où des milliers de boîtes rectangulaires contenant les baguettes sont empilées jusqu'au plafond. Une seule chaise est mise à disposition des clients.
Garrick Ollivander est réputé pour sa recherche constante de perfection. Sa renommée s'est étendue au-delà des frontières britanniques et il est considéré comme le meilleur fabricant de baguettes au monde.
C'est chez Ollivander que Harry et sa famille ont acheté leurs baguettes, ainsi que lord Voldemort et la plupart des sorciers et sorcières mentionné(e)s dans l'histoire. Gregorovitch, fabricant en Europe de l'Est et créateur notamment de la baguette de Viktor Krum, a été l'un de ses principaux concurrents.

### Weasley & Weasley, Farces pour sorciers facétieux
| |  |  |
| Enseigne (studios Harry Potter) et intérieur (Wizarding World of Harry Potter) de Weasley & Weasley, Farces pour sorciers facétieux. |  |  |

« Nichée entre les façades ternes […] des magasins qui l'entouraient, la vitrine de Fred et George attirait l’œil comme un feu d'artifice. […] La vitrine de gauche offrait une éblouissante variété d'objets qui tournaient, éclataient, clignotaient, bondissaient, hurlaient ; Harry sentit ses yeux s'embuer rien qu'en les regardant. »

— Harry Potter et le Prince de sang-mêlé.
Weasley & Weasley (Weasleys' Wizard Wheezes) est un magasin de farces et attrapes dirigé par les frères de Ron et amis de Harry, les jumeaux Fred et George Weasley (à partir du sixième roman). Il est situé au no 93 et vend une multitude d'objets loufoques et créations originales des deux frères espiègles. Lorsque Harry, Ron et Hermione s'y rendent pour la première fois, la boutique est bondée, si bien qu'il leur est difficile de s'approcher des étagères, où des boîtes sont empilées jusqu'au plafond. Les frères Weasley, ainsi que leur employée du nom de Verity, portent tous les trois un costume magenta.
Parmi les objets vendus se trouvent des philtres d'amour, baguettes et chaudrons farceurs, « boîtes à Flemme » pour donner l'illusion d'être malade (les nougats « Néansang » sont les plus vendus), diverses plumes contenues dans des caisses (plumes « autoencreuses », à « réplique clinglante » ou munies d'un vérificateur d'orthographe), Pendus réutilisables (« trouvez le bon sort ou il aura la corde au cou ! »), rêves éveillés, tours de cartes et de cordes moldues, Marques des Ténèbres comestibles, chapeaux, capes et gants boucliers, poudre d'Obscurité instantanée du Pérou, leurres explosifs, effaces-boutons, boursouflets (sorte de petits animaux, dont l'un fut adopté par Ginny), etc.

### Allée des embrumes

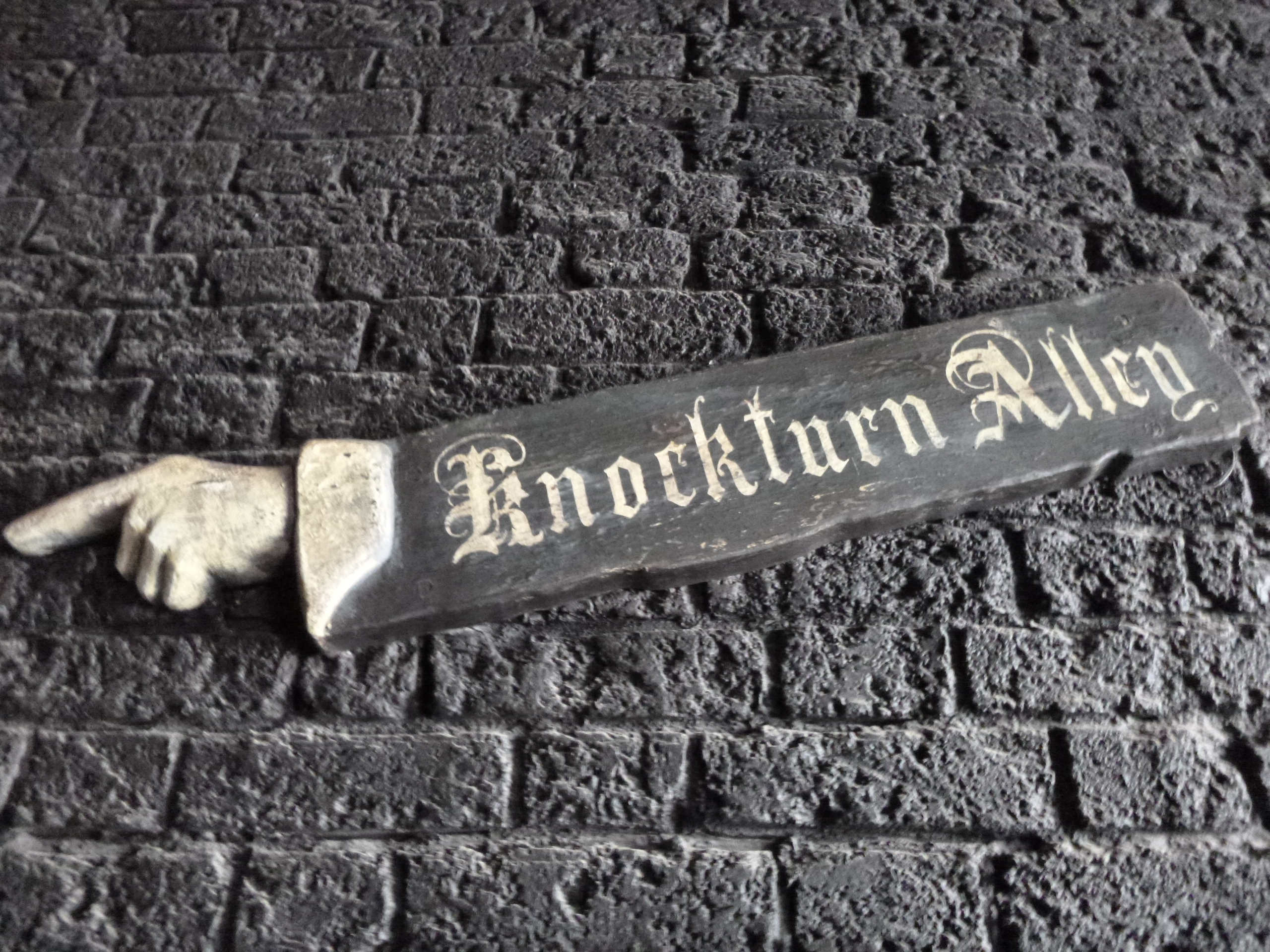
Pancarte indiquant l'allée des embrumes (Knockturn Alley), au Wizarding World of Harry Potter.

L'allée des embrumes (Knockturn Alley) est un endroit peu recommandable du chemin de Traverse où certains sorciers mal-intentionnés se rendent pour acheter des objets liés à la pratique de la magie noire. Harry s'y rend par erreur une première fois, lors de sa deuxième année, en prononçant mal sa destination voulue lors d'un transport par poudre de cheminette. Il y retrouve Hagrid, venu y chercher du produit contre les limaces. 
La boutique Barjow et Beurk (Borgin and Burkes), située dans cette allée et fondée par Mr Barjow et Caractacus Beurk, est réputée pour acheter et vendre des objets de magie, rares ou précieux (tels la Coupe de Poufsouffle, le médaillon de Serpentard ou le collier d'opale acheté par Drago Malefoy dans le sixième roman), et ce à la limite de la légalité. Lucius Malefoy s'y rend quelquefois dans le but de se débarrasser d'objets compromettants.
Tom Elvis Jedusor y travailla en tant que vendeur à sa sortie de Poudlard, exerçant ses talents de manipulateur et collectant des informations sur les objets rares qui devinrent plus tard ses Horcruxes.

### Autres

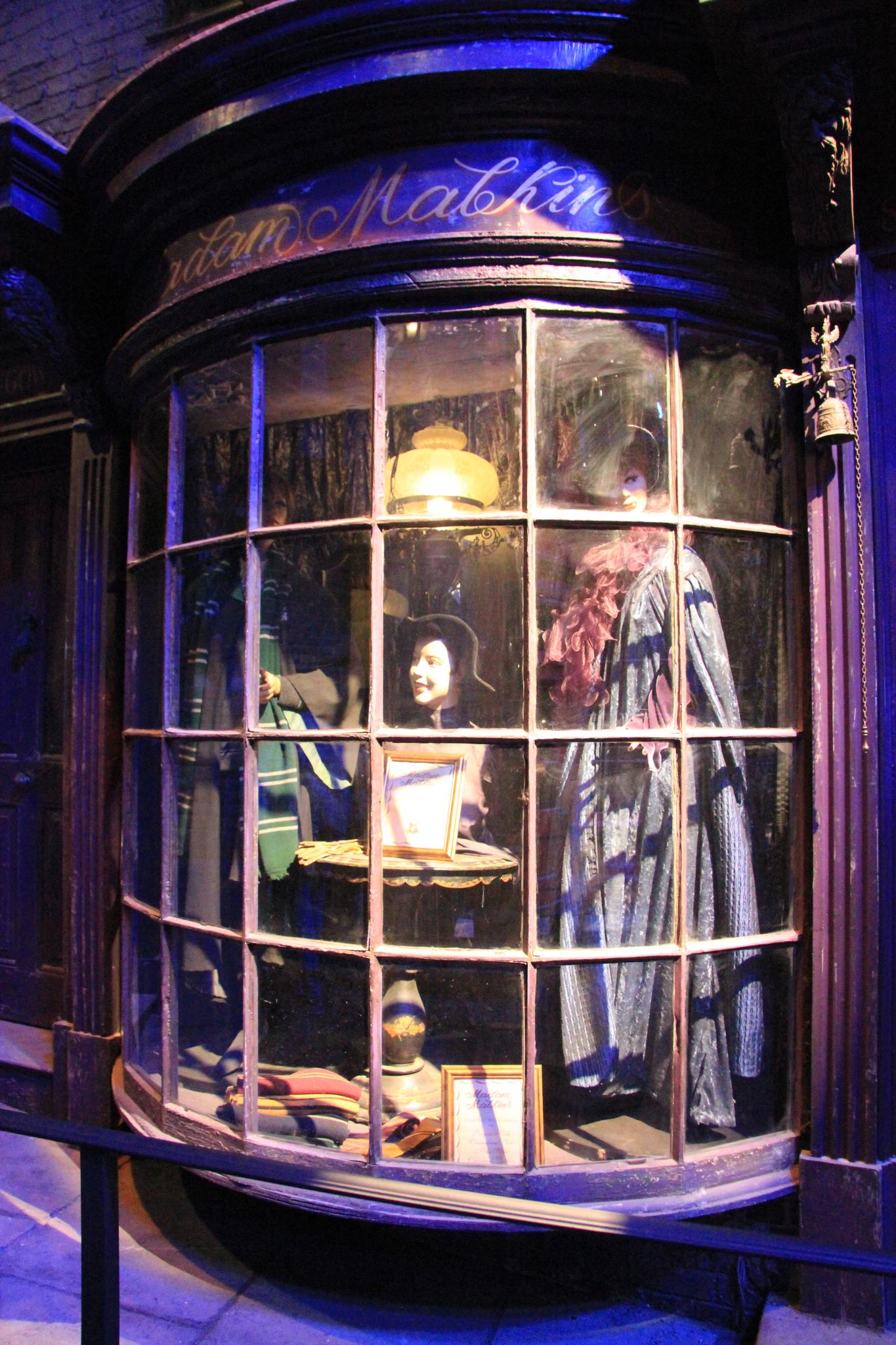
Vitrine de Chez Madame Guipure aux studios Harry Potter.

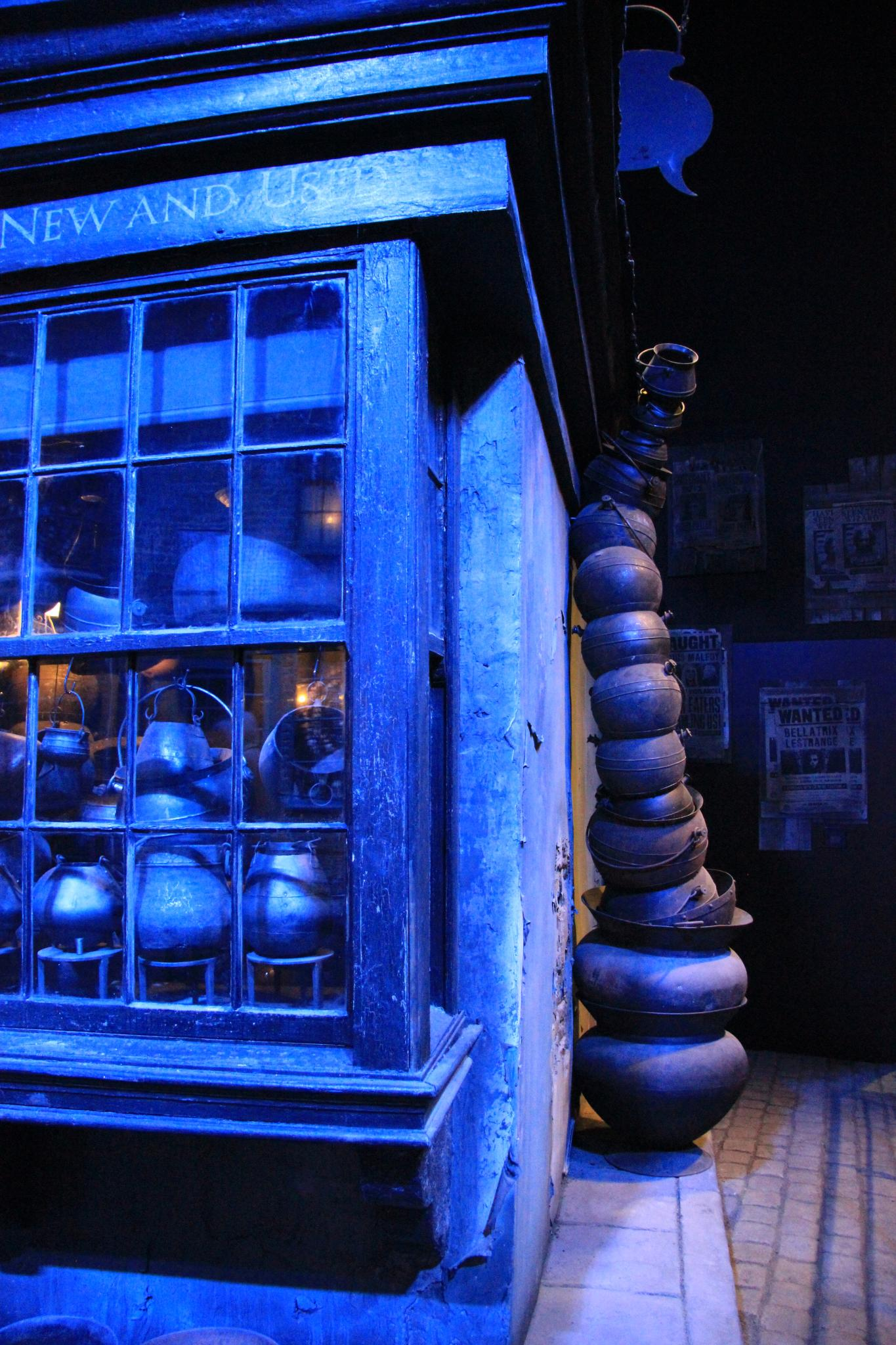
Vitrine du magasin de chaudrons aux studios Harry Potter.

- Dumalley Fils (WhizzHard Books) : maison d'édition dont les bureaux se situent au numéro 129b du chemin de Traverse[19]. La maison a publié notamment Le Quidditch à travers les âges par Kennilworthy Whisp.
- Magasin d’accessoires de Quidditch (Quality Quidditch Supplies) : boutique d'articles de ce sport des sorciers[1].
- Chez Madame Guipure, prêt-à-porter pour mages et sorciers (Madam Malkin's Robes for All Occasions) : boutique de vêtements où de nombreux étudiants viennent acheter leur uniforme de Poudlard[1]. C’est à cet endroit que Harry fait la connaissance de Drago Malefoy, alors qu’on leur ajuste à chacun leur robe de sorcier.
- Le magasin de Chaudrons (Potage's Cauldron Shop) : boutique de chaudrons de toutes tailles, en cuivre, laiton, étain ou argent[1]. Les modèles peuvent être équipés du touillage automatique et/ou être pliables.
- Florian Fortarôme (Florean Fortescue's Ice Cream Parlour) : glacier très renommé. Harry utilise sa terrasse ensoleillée dans Le Prisonnier d'Azkaban pour rédiger un devoir sur les chasses aux sorcières du Moyen Âge. Il bénéficie des connaissances de Florian sur le sujet et ce dernier lui offre toutes les demi-heures des sundaes gratuits[9].
- Pirouette et Badin (Gambol and Japes) : magasin de farces et attrapes[1].
- Boutique de Brocante : boutique d'objets usagés[1].
- Tissard et Brodette : boutique de vente de robes de luxe pour sorciers évoquée par Narcissa Malefoy (ne se trouve pas nécessairement sur le chemin de Traverse[1]).
- Robes d’occasion : vendant des vêtements de sorciers d'occasion[1].
- Au Royaume du Hibou (Eeylops Owl Emporium) : une animalerie sombre spécialisée dans la vente de chouettes et de hiboux. C’est à cette échoppe que Hagrid se procure Hedwige et l'offre en cadeau d’anniversaire à Harry[1].
- Obscurus Books[1] : cette maison d’édition est l’une des plus renommées dans le monde des sorciers. Elle a publié des livres réputés tels que Les Animaux fantastiques de Norbert Dragonneau. Elle est située au numéro 18a du chemin de Traverse[20].
- Wiseacres, équipements pour sorciers (Wiseacre's Wizarding Equipment) : magasin d'équipement d'observation pour l'astronomie et autres ustensiles. Les sorciers peuvent notamment y trouver des télescopes, des cartes de la Lune et du ciel, des globes lunaires, mais également d'autres objets comme des Rapeltouts, des instruments de mesures (balances en argent ou en cuivre), ou encore du petit matériel nécessaire à la fabrication des potions (fioles de cristal ou de verre).
- Bureaux de La Gazette du Sorcier (The Daily Prophet) : Les lettres pour le rédacteur du journal doivent être envoyées « par hibou à La Gazette du Sorcier, Chemin de Traverse, Londres »[1].
- Mr Mulpepper Apothicaire (Mr Mulpepper's Apothecary) est le deuxième apothicaire situé sur le chemin de traverse. Une deuxième boutique se trouve également dans l'allée des embrumes.

## Adaptations

### Au cinéma
Le chemin de Traverse apparaît au cinéma dans quatre des films Harry Potter. Face aux contraintes de devoir probablement dissimuler des éléments modernes dans les rues encore anciennes de Londres où il aurait été possible de filmer, la production a finalement décidé de construire entièrement la ruelle et ses boutiques en studio, à Leavesden, afin d'obtenir l'effet recherché. Stuart Craig, le chef décorateur des films, précise que le chemin de Traverse a été l'un des premiers décors créés pour le tout premier film, Harry Potter à l'école des sorciers :

« On est partis sur l'idée d'une rue à la Charles Dickens. Les prémices de l'architecture victorienne défient la gravité de par leur inclinaison. On a donc exploré l'idée de bâtiments qui penchent si fort qu'ils donnent l'impression de tomber. »

— Stuart Craig.
L'équipe ajoute ensuite des éléments du style Tudor (également repris à l'intérieur du Chaudron baveur), georgien et Queen Anne pour obtenir un mélange architectural unique. Une impression de rue étendue à l'infini est apportée par une perspective renforcée et des toiles de fond. Pour les objets visibles à l'intérieur et aux devantures des boutiques, la décoratrice Stephenie McMillan dit s'être fiée aux objets mentionnés dans les livres, puis avoir élargi les recherches d'éléments en fonction de ces détails. Ainsi, les marchés aux puces, magasins de récupération et ventes aux enchères ont été dépouillés pendant des semaines pour dénicher les articles appropriés à placer dans les fausses boutiques. L'équipe a également reproduit en ateliers certaines trouvailles afin de former les « stocks » visibles.
Ces décors officiels du chemin de Traverse, réalisés pour les besoins des films, sont exposés depuis 2012 aux studios Harry Potter (The Making of Harry Potter - Studio Tour London). Le DVD de Harry Potter et la Chambre des secrets sorti en 2003 comprend également une visite interactive du chemin de Traverse, très probablement filmée dans ces mêmes studios qui n'étaient alors pas encore accessibles au public.

### À Orlando

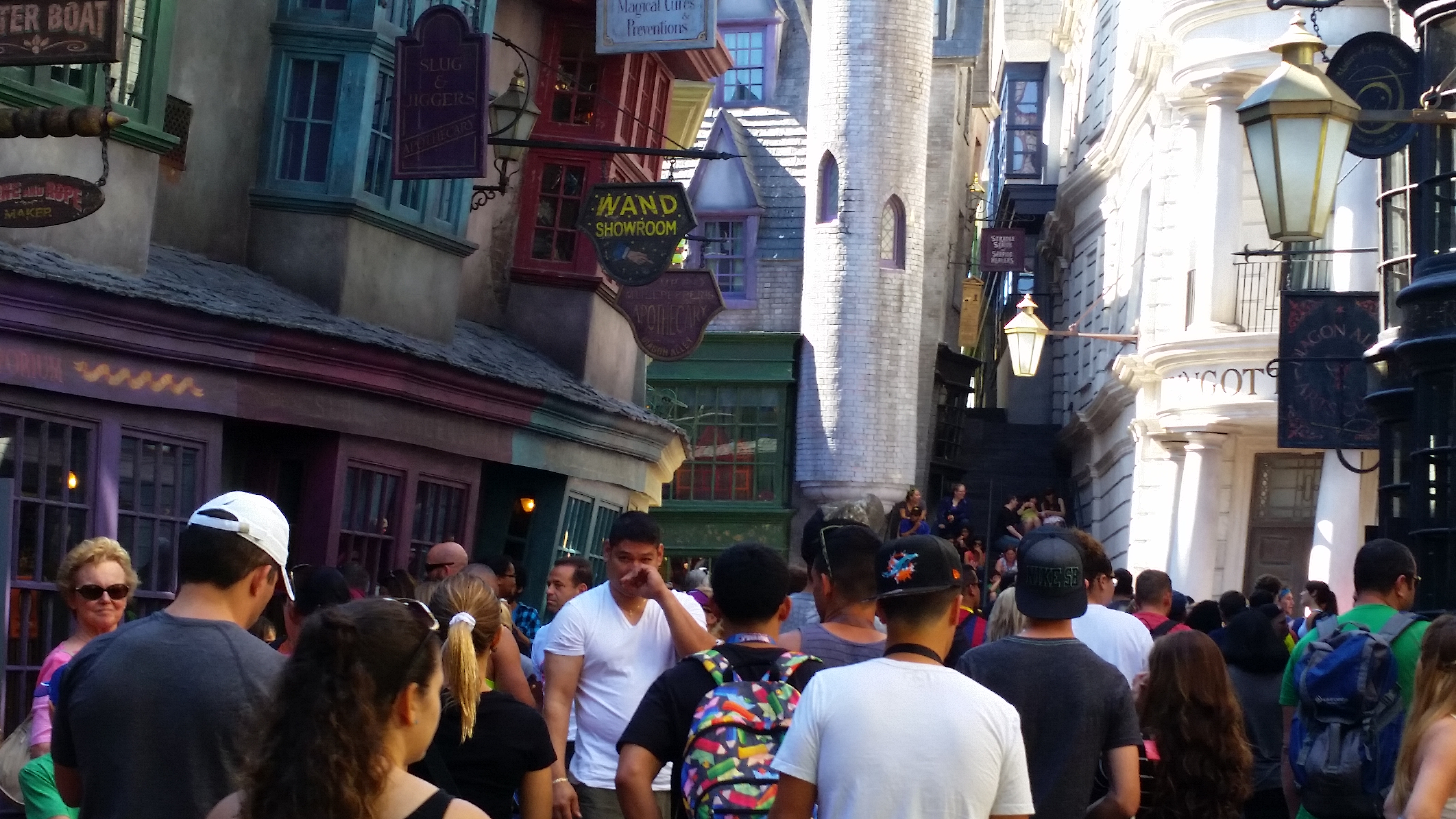
Version du chemin de Traverse à Universal Studios Florida.

En plus des studios Harry Potter à Londres, une extension du parc Universal's Islands of Adventure — dédié à l'origine au village de Pré-au-Lard — comprend elle aussi dès 2014 une réplique à échelle humaine du chemin de Traverse sur le parc voisin Universal Studios Florida. Pour différencier les deux zones dédiées au Wizarding World of Harry Potter à Orlando (celle de Universal's Islands of Adventure et celle de Universal Studios Florida), l'extension présente sur cette dernière est souvent désignée sous le nom de Diagon Alley (« Chemin de Traverse »).
Les visiteurs peuvent y découvrir notamment la boutique du fabricant de baguettes Ollivander, le magasin des frères Weasley, le magasin d'accessoires de Quidditch, la ménagerie magique (magasin de peluches), Scribbulus (papeterie), ainsi que certaines boutiques de l'allée des embrumes (Barjow et Beurk). Ils y trouvent également une version du Chaudron baveur (restaurant) et du glacier Florian Fortarôme.